# Struthanthus hartwegii
Struthanthus hartwegii là một loài thực vật có hoa trong họ Loranthaceae. Loài này được (Benth.) Standl. miêu tả khoa học đầu tiên năm 1919.